# 切尔尼扬卡区
切尔尼扬卡区（俄语：Чернянский район）是俄罗斯联邦别尔哥罗德州下辖的一个区，其行政中心为切尔尼扬卡。据2016年统计，该区的人口为31488人。